# Jewhen Chytrow
Jewhen Ihorowytsch Chytrow (ukrainisch Євген Ігорович Хитров, englische Transkription Evhen Ihorovych Khytrov; russisch Евгений Игоревич Хитров ‚Jewgeni Igorewitsch Chitrow‘; * 18. August 1988 in Krywyj Rih, Ukrainische SSR, Sowjetunion) ist ein ukrainischer Profiboxer.
Als Amateur war er Weltmeister 2011 und Olympiateilnehmer 2012.

## Amateurkarriere
Jewhen Chytrow begann im Alter von sieben Jahren mit dem Boxsport. Seine größten Erfolge im Nachwuchsbereich waren der Gewinn einer Bronzemedaille im Halbweltergewicht bei den Kadetten-Europameisterschaften 2004 in Saratow und 2005 in Siófok, sowie der Gewinn der Goldmedaille im Weltergewicht bei den Junioren-Europameisterschaften 2007 in Sombor, wobei er im Finale Artjom Tschebotarjow besiegte.
Bei Ukrainischen Meisterschaften gewann er 2009 eine Bronzemedaille im Weltergewicht, nachdem er im Halbfinale gegen Taras Schelestjuk ausgeschieden war, 2010 die Silbermedaille im Mittelgewicht nach einer Finalniederlage gegen Serhij Derewjantschenko, sowie 2011 die Goldmedaille im Mittelgewicht nach einem Finalsieg gegen Dmytro Mytrofanow.
2010 gewann er mit einem Finalsieg gegen Andranik Hakobjan den Europa-Cup in Charkiw und nahm 2011 an den Weltmeisterschaften in Baku teil; dort besiegte er Nursahat Passijew, Wladimir Milewskij, Zoltán Harcsa, Aleksandar Drenovak, Bogdan Juratoni sowie im Finale Ryōta Murata und qualifizierte sich als amtierender Weltmeister im Mittelgewicht für die Olympischen Sommerspiele 2012 in London.
Bei Olympia verlor er dann umstritten im Achtelfinale gegen den Briten Anthony Ogogo. Nachdem es am Ende des Kampfes mit 18:18 unentschieden stand, wurde laut Regelwerk die Schlaganzahl als Bewertung herangezogen, die ebenfalls ein Remis von 52:52 ergab. Daraufhin mussten die fünf Punktrichter einzeln per Knopfdruck einen Sieger bestimmen, wobei sich drei für Ogogo und zwei für Chytrow entschieden. Der ukrainische Protest gegen die Entscheidung wurde vom Weltverband AIBA abgewiesen.
Den Abschluss seiner Amateurkarriere bildete die Teilnahme an den Europameisterschaften 2013 in Minsk, wo er im Halbfinale gegen Jason Quigley ausschied und Bronze im Mittelgewicht gewann.

## Profikarriere
Jewhen Chytrow wechselte im Oktober 2013 in das Profilager und wurde von den US-Promotern Fight Promotions sowie Iron Mike Promotions unter Vertrag genommen, weshalb er seinen Wohnsitz nach Brooklyn verlegte. Seine Trainer wurden Gary Stark und Andre Rozier.
Er gewann sein Debüt im Dezember 2013 und blieb in 14 Kämpfen ungeschlagen, wobei 12 Gegner eine positive Kampfbilanz vorweisen konnten, ehe er im Januar 2017 durch TKO in der sechsten Runde gegen Immanuwel Aleem unterlag. Bis zu diesem Zeitpunkt war Chytrow bereits auf Platz 2 der WBC-Weltrangliste geführt worden.
Nach drei folgenden Siegen, verlor er im Mai 2018 nach Punkten gegen den späteren WBC-Herausforderer Brandon Adams.